# ديب بلو
حاسوب ديب بلو (بالإنجليزية: DEEP BLUE)‏ - هو حاسوب فائق متخصص في لعبة الشطرنج من خلال إضافة دوائر محددة تم تطوريها في بداية التسعينات من القرن الماضي، من أنتاج شركة اي بي ام IBM يستخدم تقنية المعالجة التفرعية الشاملة لحل المشاكل. يستخدم هذا الحاسوب 256 معالجا، بارز بطل العالم في الشطرنج غاري كاسباروف ثلاث مرات انهزم في الأولى 1989 وفي الثانية سنة 1996 بنتيجة (2-4) ثم فاز في مباراة الانتقام من ستة أدوار في 11 مايو 1997 بنتيجة (3,5 -2,5) اتهم كاسباروف IBM بالغش وطالب بمباراة انتقام، ولكن شركة IBM رفضت وقامت بتفكيك ديب بلو.
يعني اسم «ديب بلو» (حرفيا - «الأزرق الداكن» أو اصطلاحا، «الحزن العميق») يجمع بين اسم المشروع «Deep Thought» («التفكير العميق») وبين اللقب الذي منحته إياه شركة IBM «الأزرق الكبير» (أو ما يمكن الاصطلاح عليه ب «العملاق الكبير»).
بعد انتصار ديب بلو على بطل العالم انذاك غاري كاسباروف، ارتفع سعر أسهم الشركة المنتجة له في سوق الأسهم بحوالي 18 مليار دولار.
كان نظام ديب بلو يستمد قوة لعبه بالأساس من القوة الإجمالية التي يحسبها النظام المركزي، وكان قادراً على حساب 200,000,000 موقف في الثانية، أسرع مرتين من نسخة 1996.

## تطور البرنامج
ديب بلو هو تتويج لمشروع ChipTest التي بدأها الطلاب: شيونغ فنغ هسو، وتوماس كامبل موراي وأنانثرمان في مختبرات جامعة كارنيغي ميلون في عام 1985. أعيدت تسميته إلى Deep Thought في عام 1988، وفي عام 1993أصبح المشروع يحمل اسم ديب بلو.

## مباراة 1996
تقابل ديب بلو مع حامل لقب بطل العالم في الشطرنج غاري كاسباروف، في 10 فبراير 1996. فاز الجهازبالدور الأولى، ولكن كاسباروف فاز بثلاثة أدوار وتعادل في دورين لتنتهي المباراة بحصة 4-2 (+3 -1 = 2) لصالح بطل العالم. كان طول ديب بلو في 1996 مترين ووزنه 700 كيلوجرام.
كان حاسوب IBM خارقاً يعمل ب-32 معالج مخصص للحساب البحت مرتبط كل واحد منهم ببطاقة تحتوي ثمانية معالجات مخصصة للعبة الشطرنج، ما مجموعه 256 من المعالجات المتخصصة التي تعمل في نفس الوقت.

## وصلات خارجية
- ديب بلو على موقع مباريات الشطرنج (الإنجليزية)